# Baron
Baron (von altfränkisch baro „Herr, Krieger“), weiblich Baronin, als Tochter Baroness(e), ist ein Adelstitel, der in mehreren Staaten existiert(e). Im deutschen Sprachraum waren auch die Bezeichnungen Freiherr, Freifrau oder Freiin und Freifräulein üblich.

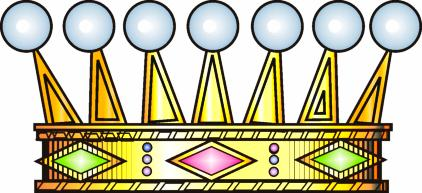
Rangkrone eines Barons oder Freiherrn: ein aufgesteckter Zieraufsatz als Helmkrone

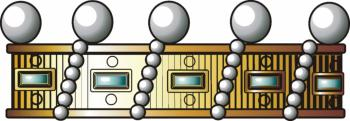
Ältere Form der Rangkrone eines Barons

## Sprachliche Entwicklung
Ein frei geborener Heermann wurde auch baro genannt. Der Wohnsitz eines Baro hieß baronica oder arimannia, seine Gattin war eine „Freifrau“ (frea oder wirdibora = „würdig Geborene“), ein Sohn aus einer solchen Beziehung wurde als „vollberechtigt Geborener“ (fulboran) bezeichnet.
Das Wort Baron stammt vom Altfränkischen baro, zu Deutsch „Herr, Krieger“. Dieses germanische Wort wurde seit dem 13. Jahrhundert in Frankreich und Norwegen (hirðskrá) verwendet. Nach England kam der Titel mit der Normannischen Eroberung. Im Mittelalter waren die Barone die Vasallen mit großem Landbesitz und weitgehenden Rechten, die im Einzelfall der königlichen Gewalt die Stirn bieten konnten. Bereits im frühen Mittelalter wurde das Wort Baron als Lehnwort auch in die lateinische Sprache übernommen.
In den Adelsdiplomen („Adelsbriefen“) des Heiligen Römischen Reichs wurde der germanische Titel des „freien Herrn“ (Freiherr) mit liber baro und nicht mit liber dominus wiedergegeben, um zu kennzeichnen, dass es sich um einen germanischen Herrn handelte. Aus dem lateinischen liber baro hat sich dann in den nichtgermanischen Sprachen der Titel des Barons entwickelt. In der deutschen Sprache hielt sich anstatt des lateinischen liber baro hingegen die Bezeichnung Freiherr, die so auch in den Monarchien des deutschen Sprachraums gebraucht wurde. Die Anrede „Baron“ bzw. „Baronin“ oder „Baroneß“ war daher in den Monarchien des deutschen Sprachraums kein formell verliehener, offizieller Titel, sondern die allgemein üblich gewordene mündliche (oder auch schriftliche) Anrede für einen Freiherrn, eine Freifrau oder eine Freiin.
Im Deutschen dürfte sich das Wort Baron im Zuge der Dominanz der französischen Sprache als lingua franca des europäischen Adels als eleganter geltende, latinisierte Anrede für einen Freiherrn eingebürgert haben, ebenso wie die weiblichen Formen Baronin (Ehefrau eines Barons bzw. Freiherrn) oder Baroness(e) (Tochter eines Barons bzw. Freiherrn). Der Brauch, einen Freiherrn mit Baron anzusprechen, begann im 16. Jahrhundert und wurde im 18. und 19. Jahrhundert zur festen Etikette an deutschen Höfen, als Französisch noch Hof- und Diplomatensprache war.

## Vorkommen
In vielen Ländern wurde der Titel „Baron/Baronin“ geführt, wie in Ungarn (siehe unten), Kroatien (barun/barunica), Polen (baron/baronowa), Litauen (baron/baronienė), Lettland (barons/baronese), Belarus (baron/baronessa), Russland (siehe unten), Italien und im Vatikan (siehe unten), Vereinigtes Königreich (siehe unten), Dänemark (baron/baronesse), den Niederlanden (baron/barones), Portugal (barão/baronesa), Spanien (siehe unten), Tschechien (baron (svobodný pán)/baronka (svobodná paní)) und Frankreich (siehe unten).

### Belgien
In der Hierarchie des Adels im Königreich Belgien steht der Titel Baron unterhalb dem eines Vizegrafen (französisch Vicomte, niederländisch Burggraaf) und über dem eines Ritters (französisch Chevalier, niederländisch ridder). Der Titel eines Barons kann in Belgien sowohl erblich als auch auf Lebenszeit verliehen werden.

### Deutschsprachige Gebiete

#### Norddeutschland und Baltikum
Im nördlichen Teil des deutschen Sprachraums war „Baron“ ein dem Freiherrn gleichgestellter Adelstitel, der von Königen außerhalb des Heiligen Römischen Reichs und des Deutschen Kaiserreichs verliehen wurde. In den Monarchien des nördlichen deutschen Sprachraums stand der Titel eines Freiherrn unterhalb des Grafen und über dem untitulierten Adel.

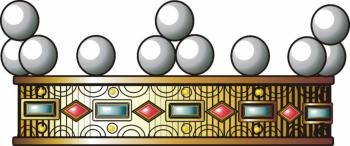
Baltische Baronskrone

Deutsche Träger des Titels (bzw. amtlichen Namens) „Baron“ sind zumeist Angehörige deutschstämmiger Adelsgeschlechter aus dem Baltikum, die ihren Titel vom Russischen Zaren verliehen bekamen oder die Berechtigung zur Führung des Barontitels durch Senats-Ukasse der russischen Regierung gewährt wurde, da die Baltischen Ritterschaften dem Zaren untertan waren. Diese Familien waren seit Ende des 18. Jahrhunderts u. a. auch in Kurland, Livland, Estland und Ösel ansässig. Oft führten die betreffenden Geschlechter, oder zumindest ein Zweig dieser Geschlechter, aber (zugleich oder stattdessen) auch einen Freiherrentitel deutschen oder schwedischen Ursprungs. In diesen Fällen stellt die von russischer Seite erteilte Berechtigung zur Führung des Baronstitels keine originäre Adelserhebung, sondern vielmehr die Anerkennung oder Adelsausdehnung des bestehenden deutschen Titels dar. Bei der Einbürgerung in das Deutsche Reich bzw. in die Bundesrepublik Deutschland (häufig aufgrund von Vertreibung) war bzw. ist es weiterhin übliche Praxis der Standesämter, den Angehörigen dieser Familien die Möglichkeit zu geben, frei zwischen dem Titel „Baron“ und „Freiherr“ (bzw. den geschlechtsspezifischen Derivaten) zu wählen – oft unabhängig davon, ob die Familie ursprünglich bereits freiherrlich war oder erst durch das russische Kaiserreich in den Adelsstand erhoben wurde und somit nie einen deutschen Adelstitel trug. Daher kommt es gelegentlich vor, dass Mitglieder derselben Gesamtfamilie voneinander abweichende amtliche Nachnamen haben.
In einigen Gegenden werden sowohl die Freiherrn-Würde als auch die Besitzungen eines Freiherren oder Barons als Baronie oder Baronat bezeichnet.

#### Süddeutschland und Österreich
In den Monarchien des südlichen deutschen Sprachraums – wie z. B. dem Königreich Bayern, dem Königreich Württemberg und dem Kaisertum Österreich – war Baron zwar ebenfalls kein offizieller Titel des inländischen Adels (man gebrauchte auch hier den Titel eines Freiherrn, der in den genannten drei Monarchien unterhalb des Grafen und über dem Ritter stand), allerdings war Baron als Titulatur für einen Freiherrn sehr weit verbreitet und wurde so auch von den Behörden gebraucht. Eine formelle, auch rechtliche, Gleichstellung existierte nach 1867 in der Österreichisch-Ungarischen Monarchie für Träger einer ungarischen Baronie oder eines österreichischen Freiherrentitels.

#### Heutige Verwendung vonBaron
Offiziellen Charakter haben Adelstitel und Anreden wie Baron oder Baronin heute nur mehr in Staaten, in denen der Adel und seine Vorrechte nicht abgeschafft sind. Der Brauch, einen Freiherrn mit „Baron“ anzusprechen, hat sich im deutschen Sprachraum nur innerhalb der privatrechtlich organisierten Nachfolgeverbände des einstigen Adels erhalten.
In Staaten wie Deutschland (Abschaffung der Vorrechte des Adels durch die Weimarer Verfassung 1919), Österreich (Abschaffung des Adels durch das Adelsaufhebungsgesetz 1919) und der Schweiz wird die Anrede Baron/Baronin heute selten als höfliche Bezeichnung für Personen verwendet, deren Familien ehemals als Freiherren oder Barone zum Adel zählten. Familien, deren Angehörige als Staatsbürger der Bundesrepublik Deutschland den ehemaligen Titel „Baron“ als Bestandteil ihres Nachnamens führen, wurde dieser Titel zumeist von Monarchen außerhalb des heutigen deutschen Bundesgebiets verliehen. Nach in der Bundesrepublik geltendem Namensrecht kann der Namensbestandteil auch von einer (unverheirateten) Baronesse bzw. geschiedenen Baronin als Mutter herrühren. Sprichwörtlich gewordene Beispiele für als „Baron“ angesprochene deutsche Freiherren sind der „Lügenbaron“ Karl Freiherr von Münchhausen sowie der „Rote Baron“ Manfred Freiherr von Richthofen.

### Frankreich

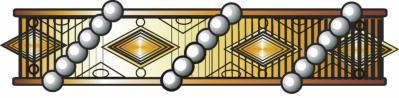
Französische Baronskrone

In der Hierarchie des Adels in Frankreich stand der Titel Baron unterhalb dem eines Vizegrafen (französisch Vicomte) und über dem eines untitulierten Adeligen. Dies galt sowohl für die Zeit der Bourbonen als auch für die Herrschaft des Hauses Bonaparte.

### Italien
In der Hierarchie des Adels im Königreich Italien stand der Titel Barone unterhalb dem eines Vizegrafen (italienisch Visconte) und über dem eines untitulierten Adeligen (italienisch Nobile).

### Japan
Im 1869 nach britischem Vorbild neu geschaffenen erblichen Adel im Kaiserreich Japan (Kazoku, 華族) stand der Titel Baron (japanisch danshaku, 男爵) unterhalb dem eines Vizegrafen (japanisch shishaku, 子爵) und bildete in der Hierarchie den niedrigsten Rang im Stand des Kazoku. Der erbliche Adel wurde im Kaiserreich Japan 1947 abgeschafft.

### Russland
In der Hierarchie des Adels im Russischen Reich stand der Titel Baron (russisch Барон) über dem eines untitulierten Adeligen und unterhalb dem eines Grafen (russisch Граф).

### Spanien

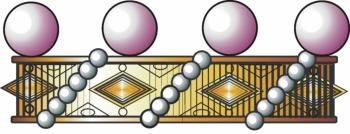
Spanische und portugiesische Baronskrone

In der Hierarchie des Adels im Königreich Spanien steht der Titel Barón unterhalb dem eines Vizegrafen (spanisch Vizconde) und über dem eines einfachen titulierten Adeligen (spanisch Señor). Der Titel eines Barons kann in Spanien sowohl erblich als auch auf Lebenszeit verliehen werden.

### Ungarn
In der Hierarchie des Adels im Königreich Ungarn stand der Titel báró unterhalb dem eines Grafen (ungarisch gróf) und über dem eines einfachen titulierten Adeligen. Zur Zeit der Österreichisch-Ungarischen Monarchie waren der Titel eines ungarischen Barons und der eines österreichischen Freiherrn auch formell einander rechtlich gleichgestellt, so dass – etwa in der Armee – ungarische Staatsbürger mit dem Titel eines Barons in deutschsprachigen Dokumenten auch als Freiherren bezeichnet wurden.

### Vereinigtes Königreich

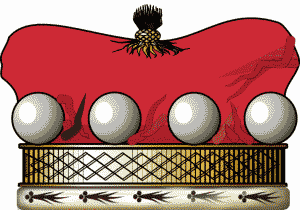
Englische Baronskrone

Im Vereinigten Königreich existiert der Titel eines Baron (mit der Anrede „Lord“) in der Peerage of England, der Peerage of Ireland, der Peerage of Great Britain sowie in der Peerage of the United Kingdom. Er gilt dort als der niedrigste Titel der Peerage und steht unterhalb dem eines Viscount sowie über dem von der Gentry (den Baronets und Knights) geführten Titel Sir. In der Peerage of Scotland lautet der einem Baron entsprechende Titel Lord of Parliament, während Baron in Schottland einen feudalen Besitztitel ohne Adelsqualität bezeichnet.
Der Titel eines Barons kann im Vereinigten Königreich sowohl erblich als auch auf Lebenszeit (sogenannter Life Peer, erlischt mit Tod des Trägers) verliehen werden. Die Life Peers überwiegen deutlich; die letzten erblichen Baronien (an Personen außerhalb des Königshauses) wurden 1965 verliehen, während Ernennungen zu Baronen als Life Peers weiterhin stattfinden (im Jahr 2021 insgesamt zwanzig). Die Ernennung zum Life Peer geht bis heute mit einem Sitz im House of Lords einher. Erbliche Barone der Peerage of England, der Peerage of Great Britain sowie in der Peerage of the United Kingdom besaßen bis 1999 einen Parlamentssitz im House of Lords, während der schottische Adel bis 1963 nur eine Abordnung in das House of Lords entsandte und mit der Peerage of Ireland überhaupt keine Parlamentssitze verbunden waren. Seit 1999 ist die Würde eines erblichen Peers auch bei englischen und britischen Peers nicht mehr automatisch mit einem Sitz im House of Lords verbunden; stattdessen wählen die erblichen Peers aus ihren Reihen eine begrenzte Zahl an Vertretern, die sie in das House of Lords entsenden.
Nicht zu verwechseln ist der britische Baron mit dem Baronet. Bei letzterem handelt es sich nicht um einen Hochadelstitel (peerage), sondern um einen erblichen Rittertitel, der seinen Träger in die sogenannte Gentry (Niederadel) einreiht. Seit 1965 fand nur eine Neuernennung eines Baronet statt.

## „Industrie“- „Kohle“- „Schlot“- und „Zeitungsbarone“
Beim Begriff „Baron“ schwingt auch heute noch die Vorstellung von Unabhängigkeit mit. Im späten 19. und frühen 20. Jahrhundert wurden reiche und mächtige Männer der Wirtschaft und Industrie als „Industriebaron“, „Eisenbahnbaron“ oder „Schlotbaron“ bezeichnet, auch als „Ruhrbarone“. Ihren Reichtum verdankten sie der Schwerindustrie im Ruhrgebiet. Sie waren adlig oder wurden geadelt. Polemisch auch als „Räuberbarone“ bezeichnet. In Krefeld gab es einen „Seidenbaron“. Einflussreiche Zeitungseigentümer bzw. Medienunternehmer wurden umgangssprachlich auch „Zeitungsbarone“ genannt. In Tschechien spricht man vom „Agrobaron“ oder im Deutschen als „Agrarbarone“ bekannt.
Im oberschlesischen Industrierevier, das ab etwa dem Jahr 1800 auf zuvor landwirtschaftlichen Gutsbesitzen entstand, waren es tatsächlich oft adlige Grundherren, die zu „Kohlebaronen“ wurden, etwa Carl Franz von Ballestrem. Dessen Verwalter Karl Godulla baute später sein eigenes, noch größeres Kohleimperium auf, das sein Schwiegersohn Hans-Ulrich Graf von Schaffgotsch übernahm. Auch die Adelsfamilien Henckel von Donnersmarck, Tiele-Winckler oder Magnis und der Fürst Hugo zu Hohenlohe-Öhringen bauten dort große Bergwerksunternehmen auf.

### Schlotbaron
Laut dem Duden ist Schlotbaron ein veralteter und abwertender Ausdruck für einen Industriellen,  
Nach Karl Lauschke ist Schlotbaron die Bezeichnung für das Mitglied einer Sozialen Gruppe von Wirtschaftsführern der Schwerindustrie zwischen dem Ende des 19. Jahrhunderts bis in die 1960er Jahre. Die Schlotbarone bildeten einen exklusiven Kreis von angestellten Managern mit ähnlichen Ausbildungsgängen und Karriereverläufen, der sich geradezu hochmütig abschottete und seine Gegner rigoros bekämpfte. Sie bildeten eine autoritäre und herrische Führungsschicht, quasi eine zivile preußische Kaste und rekrutierten sich meist aus ihren Unternehmen selbst. Ihr gemeinsames Selbstverständnis war geprägt von einem ausgesprochen konservativen und sozialpatriarchalischen Korpsgeist.
Die Schlotbarone lösten spätestens Ende des 19. Jahrhunderts die schwerindustrielle Gründergeneration ab. Zu dieser Gruppe gehörten beispielsweise: Fritz Baare, Fritz Springorum, Hermann Winkhaus, Hermann Reusch und Hans-Günther Sohl.
Im Laufe der 1960er Jahre und zu Beginn der 1970er kam mit dem Ende ihres aktiven Berufslebens eine neue Generation von Managern an die Macht.